# Matthew Ashford
Matthew Ashford (Davenport (Iowa), 29 januari 1960) is een Amerikaanse acteur. Hij komt uit een grote familie en is de 6de van 8 kinderen.
Na zijn diploma verhuisde hij naar New York waar hij in de soapserie One Life to Live speelde als Drew Ralston van 1982 tot 1983. In 1984 ging hij bij de cast van Search for Tomorrow als Cagney McCleary tot de serie stopte in 1986.
In 1987 nam hij zijn bekendste rol aan, die van Jack Deveraux in de soap Days of our Lives, de rol begon in '87 maar Ashford was toch al de 3de acteur die deze rol speelde. In 1993 werd hij ontslagen omdat er bespaard werd op personeel.
Een jaar later werd Jack gerecast en later nog eens tot het personage in 1998 van het scherm verdween. In 1995 begon Ashford als Tom Hardy in General Hospital.
Eind 2000 haalde Days Jacks tegenspeelster Jennifer Horton (Melissa Reeves) terug naar de serie. Hierdoor moest Jack ook terugkomen en werd Ashford gevraagd om zijn rol opnieuw op te nemen in 2001. 2,5 jaar later was het sprookje weer uit, Jack was het 2de slachtoffer van de seriemoordenaar in Salem. Hij keerde kort terug naar One Life to Live, maar niet in zijn eerste rol maar als seriemoordenaar Stephen Haver. In Days waren de slachtoffers van de seriemoordenaar niet echt dood, dit was een groot geheim voor de buitenwereld en na een hele tijd keerde iedereen die 'dood' was terug naar de serie, dus ook Ashford. Bij Jack werd een ziekte vastgesteld en hij overleed, maar even later kwam hij weer tot leven, intussen maakte Ashford ook bekend dat zijn contract een jaar verlengd werd maar dan besliste Melissa Reeves om de serie te verlaten en dit betekende uiteindelijk ook de doodsteek voor het contract van Ashford waardoor ook hij de serie moest verlaten. In 2007 maakte hij wel nog een gastoptreden.
Sinds 1987 is Ashford met danser-choreograaf Christina Saffran gehuwd. Ze hebben 2 dochters Grace en Emma. In 1997 werd bij de vier maanden oude Emma een zeldzame oogziekte vastgesteld waardoor ze haar linkeroog verloor. Ashford richtte een fonds op om geld in te zamelen voor deze zeldzame ziekte.